# Pojistný obzor
Pojistný obzor je odborný čtvrtletník českého pojišťovnictví, který komentuje vývoj ekonomiky členských pojišťoven České asociace pojišťoven, vysvětluje otázky související s legislativním procesem, představuje problematiku pojistných produktů a přináší také informace z domácího, ale i zahraničního pojistného trhu. Časopis slouží jako názorová platforma k publikaci postřehů a myšlenek významných odborníků a zástupců státní správy. Jeho příspěvky nejen informují o různorodých problémech sféry pojišťovnictví, ale především je objektivně hodnotí a analyzují.
Tradiční periodikum, které vychází od roku v roce 1922, je určeno především odborné veřejnosti, konkrétně se jedná o zaměstnance pojišťoven, makléře a zprostředkovatele. Jeho záběr však oblast pojišťovnictví zdaleka přesahuje, předplatiteli jsou státní instituce a zahraniční partneři, své opodstatnění však má i pro studenty ekonomických oborů a ekonomické žurnalisty.
Je vydáván jednou za čtvrtletí (březen, červen, září, prosinec) Českou asociací pojišťoven.